# You Bring Me Joy (canção de Amelia Lily)
"You Bring Me Joy" é uma canção da cantora e compositora inglesa Amelia Lily. Foi composta por Annie Yuill, Brian Higgins, Carla Marie Williams, Fred Falke, Luke Fitton, Matt Gray, Miranda Cooper, Owen Parker, Toby Scott e produzida por Xenomania. Foi lançada como o single de estreia da intérprete no dia 9 de setembro de 2012, através da iTunes Store.

## Desempenho nas paradas musicais
| Parada (2012-13)                      | Melhor posição |
| ------------------------------------- | -------------- |
| Chéquia - IFPI                        | 77             |
| Escócia - Official Charts Company     | 2              |
| Eslováquia - IFPI Slovenská Republika | 8              |
| Hungria - Rádiós Top 40               | 2              |
| Irlanda - IRMA                        | 21             |
| Países Baixos - Mega Single Top 100   | 67             |
| Polônia - Video Chart                 | 1              |
| Reino Unido - UK Singles Chart        | 2              |

## Histórico de lançamento
| País        | Data                  | Formato          | Gravadora  |
| ----------- | --------------------- | ---------------- | ---------- |
| Brasil      | 9 de setembro de 2012 | Download digital | Sony Music |
| Irlanda     | 9 de setembro de 2012 | Download digital | Sony Music |
| Reino Unido | 9 de setembro de 2012 | Download digital | Sony Music |